# 2629 Rudra
2629 Rudra је Марсов тројански астероид чија средња удаљеност од Сунца износи 1,740 астрономских јединица (АЈ).
Апсолутна магнитуда астероида је 14,5.